# Синий крест (фонд защиты животных)
«Синий крест» или «Голубой крест» (англ. The Blue Cross) — британский благотворительный фонд защиты животных, основанный в 1897 году. Фонд предоставляет поддержку для владельцев домашних животных, которые не могут позволить себе частного ветеринарного лечения, помогает найти дома для брошенных животных.
«Синий крест» тесно сотрудничает с рядом других организаций, занимающихся защитой животных.

## История

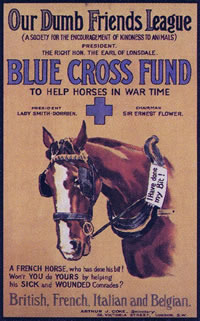
Постер организации (1916 год)

Организация была основана 10 мая 1897 года в Лондоне как «Our Dumb Friends League», «Общество поощрения доброты к животным»; первая больница для животных была открыта 15 мая 1906 года.
Нынешнее название было утверждено в 1950 году.

### Возможность закрытия двух центров для животных
26 января 2010 «Синий крест» объявил о возможном закрытии двух центров для животных (в Филикстоу и Нортиаме), оба из которых существовали на протяжении более пятидесяти лет. Второй из центров был спасён благодаря помощи местных жителей, организовавших большую рекламную кампанию.
Организация решила продать 38 акров земли, пожертвованной им в 1950-х годах, деньги должны пойти на реконструкцию нескольких центров для животных.

## Руководство
С 2014 года руководитель фонда — Sally de la Bedoyere. Прежний исполнительный директор организации Ким Гамильтон вступила в должность в 2008 году после ухода в отставку Джона Раттера, который был генеральным директором в течение предшествующих семи лет. Гамильтон ранее была главным операционным директором в Nacro и более двадцати лет работала в Citibank.